# Pleocoma crinita
Pleocoma crinita är en skalbaggsart som beskrevs av Linsley 1938. Pleocoma crinita ingår i släktet Pleocoma och familjen Pleocomidae. Inga underarter finns listade i Catalogue of Life.